# Saltos ornamentais nos Jogos Pan-Americanos de 2023 - Plataforma de 10 m sincronizado masculino
A competição da plataforma de 10 m sincronizado masculino dos saltos ornamentais nos Jogos Pan-Americanos de 2023 foi disputada em 22 de outubro de 2023 no Centro Aquático, localizado no cluster do Estádio Nacional. Um total de 12 saltadores de 6 Comitês Olímpicos Nacionais (CON) participaram do evento.

## Calendário
Horário local (UTC−3).
| Data          | Hora  | Fase  |
| ------------- | ----- | ----- |
| 22 de outubro | 18:00 | Final |

## Medalhistas
| Ouro   | MEX Kevin Berlín e Randal Willars       |
| Prata  | CAN Rylan Wiens e Nathan Zsombor-Murray |
| Bronze | COL Sebastián Villa e Alejandro Solarte |

## Resultados
O evento foi realizado em um única fase, com as seis duplas, já valendo as medalhas.
| Pos.              | Saltador                          | CON                      | Pontos |
| ----------------- | --------------------------------- | ------------------------ | ------ |
| Medalha de ouro   | Kevin Berlín Randal Willars       | MEX México               | 419.94 |
| Medalha de prata  | Rylan Wiens Nathan Zsombor-Murray | CAN Canadá               | 404.04 |
| Medalha de bronze | Sebastián Villa Alejandro Solarte | COL Colômbia             | 383.19 |
| 4                 | Maxwell Flory Jordan Rzepka       | USA Estados Unidos       | 360.96 |
| 5                 | Isaac Souza Diogo Silva           | BRA Brasil               | 356.91 |
| —                 | José Ruvalcaba Frandiel Gómez     | DOM República Dominicana | DNS    |